# Pteraster capensis
Pteraster capensis är en sjöstjärneart som beskrevs av Gray 1847. Pteraster capensis ingår i släktet Pteraster och familjen knubbsjöstjärnor. Inga underarter finns listade i Catalogue of Life.